# Apomatus enosimae
Apomatus enosimae är en ringmaskart som beskrevs av Marenzeller 1885. Apomatus enosimae ingår i släktet Apomatus och familjen Serpulidae. Inga underarter finns listade i Catalogue of Life.